# Martín Demichelis
Martín Gastón Demichelis (Justiniano Posse, Córdoba, 20 de diciembre de 1980) es un exfutbolista y director técnico argentino. Jugaba como defensor central. 
Como jugador surgió de las divisiones inferiores de River, tuvo su debut en la temporada 2000-01 y ganó dos campeonatos de liga. Luego fichó con el Bayern, donde ganó cuatro ediciones de la Bundesliga, dos de las Copas de la Liga, cuatro de la Copa de Alemania y una Supercopa de Alemania. Con el Manchester City, obtuvo una Premier League y dos títulos de la Copa de la Liga.
Fue internacional con la Selección de fútbol de Argentina, jugando 51 partidos y marcando dos goles. Además, jugó la Copa FIFA Confederaciones 2005; las eliminatorias de 2006, 2010, 2014 y 2018; las Copas del Mundo de 2010 y 2014; y la Copa América 2015.
Como director técnico, dirigió a Bayern de Múnich II de 2020 a 2023. Fue contratado por River Plate en 2023, donde ganó el Campeonato de Primera División, Trofeo de Campeones y la Supercopa Argentina, terminando por presentar la renuncia tras malos resultados en 2024. Actualmente no dirige ningún club luego de haber sido cesado por la directiva de Rayados.

## Trayectoria en clubes

### Inicios
Se inició en el fútbol en el club de su pueblo Complejo Deportivo Teniente Origone y luego pasó por Club Renato Cesarini, de Rosario

### River Plate
En 2000 llegó a River Plate. Debutó en la Primera División de Argentina el 2 de septiembre de 2001 en un partido contra Estudiantes de La Plata. Disputó 52 partidos, en los cuales anotó un gol a Rosario Central en torneos locales. Es muy recordado por haber atajado un par de minutos en un partido contra Racing en 2002 tras la expulsión de su arquero. Ese partido ayudó a definir el campeonato logrado por River.

### Bayern de Múnich

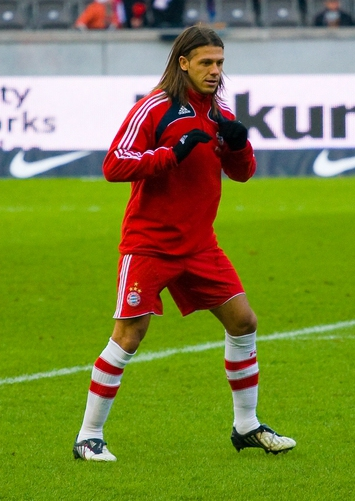
Demichelis jugando para el Bayern de Múnich.

En 2003 fue transferido al Bayern de Múnich por 5 millones de US$, en esa oportunidad el presidente de River Plate lo comparó con la gran leyenda bávara Franz Beckenbauer. Demichelis se adaptó muy bien a la cultura alemana, e incluso llegó a dominar muy bien el idioma. Durante este ciclo como jugador, conquistó cuatro Bundesligas, y otros importantes trofeos alemanes. Además, fue subcampeón de la Champions League 2009-10.

### Málaga CF
Dejó la titularidad en el equipo germano en la última parte del año 2010, siendo traspasado al por entonces multimillonario Málaga por € 3 millones. Allí estuvo a las órdenes de su antiguo entrenador en River Plate, Manuel Pellegrini. Durante sus primeros cuatro meses en el Málaga, Demichelis fue expulsado en dos ocasiones, pero también fue titular en todos los partidos en los que estuvo disponible, siendo fundamental -como otro fichaje de enero de 2011, Júlio Baptista- para que el club finalmente evitara el descenso.
En la temporada 2011/12, el conjunto español finalizó cuarto clasificándose para la disputa de la Liga de Campeones de la UEFA, convirtiéndose en uno de los líderes del equipo. En la competición europea Demichelis marcó contra el Panathinaikos, confirmando en la temporada 2012/13, su magnífica trayectoria en el Málaga.

### Atlético de Madrid
En julio de 2013 tras acabar contrato con el Málaga firmó por una temporada con el Atlético de Madrid. En su corta estancia en Madrid obtuvo el subcampeonato de la Supercopa de España siendo su equipo derrotado por el Barcelona (estuvo en el banco).

### Manchester City

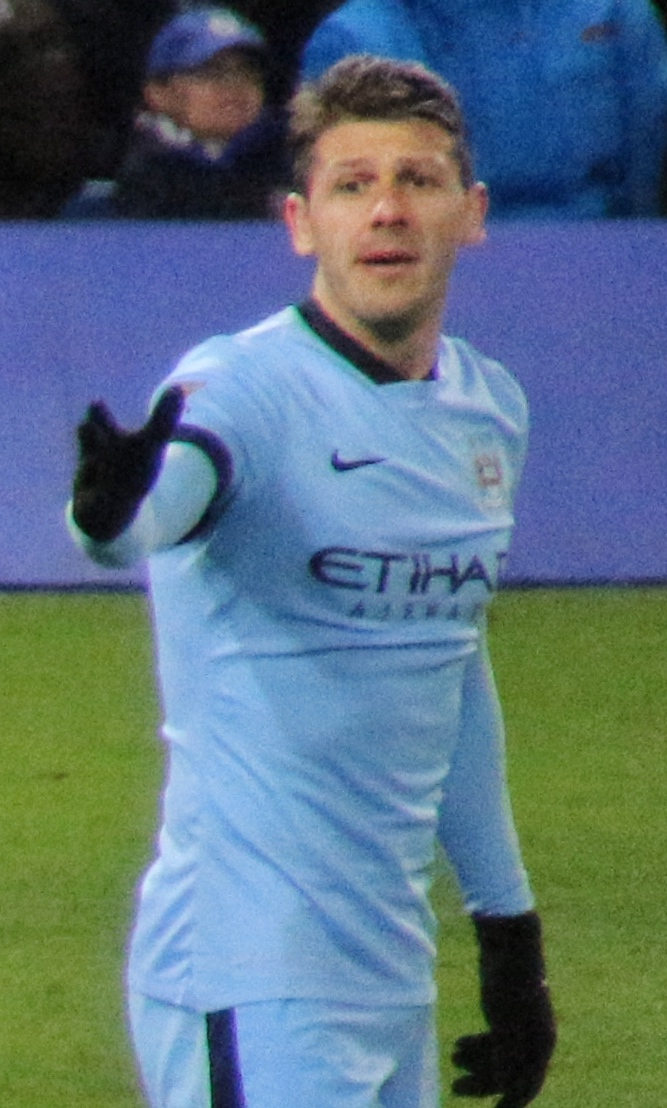
Demichelis con el Manchester City en 2015.

Dos meses después, el 1 de septiembre de 2013 fue fichado por € 5 millones por el Manchester City, volviendo a estar dirigido por Manuel Pellegrini (anteriormente lo dirigió en River Plate y en el Málaga Club de Fútbol). En su primer año en Manchester City conquista la Copa de la Liga. Además se corona campeón de la Premier League con el Manchester teniendo grandes actuaciones junto con sus compañeros argentinos Sergio Agüero y Pablo Zabaleta el 11 de mayo de 2014. El 10 de junio de 2016, Demichelis fue liberado de su contrato.

### RCD Espanyol
Tras los posibles rumores de su vuelta a River y tras duras negociaciones termina en Espanyol firmando un contrato por una temporada y una cláusula de 10 millones de euros. Pero al jugar solo 2 partidos con el conjunto blanquiazul, en el mercado de invierno rescindió su contrato, quedando libre para poder negociar con otros clubes.

### Málaga CF
Después de varios días que se rumoreaba su vuelta al club malagueño, o una posible llegada a la MLS con la nueva franquicia, el Atlanta United. El 17 de enero de 2017, el Málaga confirma que el defensa central habría firmado un contrato que le vincularía al club hasta final de la presente temporada, volviendo así a vestir la camiseta del club malagueño. El 15 de mayo de ese mismo año, anunció que dejaría el fútbol profesional tras finalizar la temporada.

## Selección nacional
Se entrenó con la albiceleste desde 2005, año en que asistió a la Copa Confederaciones pero no jugó. Formó parte de algunas convocatorias para las Eliminatorias 2006 pero no participó de ningún encuentro y parecía estar casi asegurada su participación en el Mundial de Alemania pero el director técnico José Néstor Pékerman lo borró a último momento. Debutó en la selección en el amistoso frente a Inglaterra el 12 de noviembre de 2005.
Formó parte del equipo nacional dirigido por Diego Maradona y fue titular en el Mundial de Sudáfrica 2010. Alejandro Sabella lo convocó para la selección Argentina para jugar las eliminatorias rumbo al Mundial de Brasil 2014 y fue titular en los dos primeros partidos de la eliminatoria para Brasil 2014, pero perdió el puesto tras el empate con Bolivia en Buenos Aires, y luego desapareció de las convocatorias.
Entró por sorpresa en la lista de 30 jugadores de Alejandro Sabella para el Mundial de Brasil 2014 y luego quedó entre los 23 seleccionados.
Martín debuta en el Mundial de Brasil 2014, en el partido de cuartos de final ante la selección de Bélgica, en reemplazo del jugador Federico Fernández. Demichelis siguió reemplazando a Federico Fernández en el partido de semifinales frente a la selección neerlandesa, que fue disputado el 9 de julio en el Arena Corinthians, São Paulo.

### Participaciones en Eliminatorias
| Eliminatorias          | Resultado              | Partidos | Goles |
| ---------------------- | ---------------------- | -------- | ----- |
| Eliminatoria 2006      | Clasificado            | 0        | 0     |
| Eliminatoria 2010      | Clasificado            | 14       | 0     |
| Eliminatoria 2014      | Clasificado            | 3        | 0     |
| Eliminatoria 2018      | Clasificado            | 2        | 0     |
| Total en Eliminatorias | Total en Eliminatorias | 19       | 0     |

### Participaciones en torneos internacionales
| Torneo                    | Sede      | Resultado        | PJ | Goles |
| ------------------------- | --------- | ---------------- | -- | ----- |
| Copa Confederaciones 2005 | Alemania  | Subcampeón       | 0  | 0     |
| Copa Mundial 2010         | Sudáfrica | Cuartos de final | 5  | 1     |
| Copa Mundial 2014         | Brasil    | Subcampeón       | 3  | 0     |
| Copa América 2015         | Chile     | Subcampeón       | 3  | 0     |

### Goles en la selección argentina
| 1. | 11 de septiembre de 2007 | MCG, Melbourne, Australia          | Australia | 1–0 | 1–0 | Amistoso            |
| 2. | 22 de junio de 2010      | Peter Mokaba, Polokwane, Sudáfrica | Grecia    | 1–0 | 2–0 | 2010 FIFA World Cup |

## Como entrenador
En mayo de 2017, inmediatamente después de retirarse, Demichelis se quedó en el Málaga como segundo entrenador de Míchel González, en sustitución de Weligton que había regresado a Brasil por lesión. Permaneció en el empleo después de que el entrenador en jefe fuera despedido en enero, pero no estuvo tan involucrado con su sucesor José González.
Demichelis regresó al Bayern Múnich en junio de 2019 para dirigir la categoría sub-19.

### Bayern Múnich II
El 2 de abril de 2022 se anunció que él y Danny Schwarz reemplazan a Holger Seitz como entrenador del Bayern de Múnich II. Su primer partido como entrenador fue el 17 de julio en una victoria por 3-0 ante el F. C. Augsburgo II en el primer día de la temporada de la Regionalliga Bayern.
En octubre de 2022, Demichelis obtuvo la licencia de entrenador UEFA Pro tras aprobar el curso anual organizado por la Federación Italiana de Fútbol.

### River Plate
El 16 de noviembre de 2022 regresa a River Plate como nuevo entrenador del club, ocupando el lugar que había dejado Marcelo Gallardo, con contrato hasta diciembre de 2025. Su debut se dio en diciembre en un amistoso en San Luis frente a Unión La Calera de Chile. El partido terminó 0-0, River cayó posteriormente 4-3 en penales.
El debut oficial se dio en 2023, luego de una pretemporada en Estados Unidos y tres partidos amistosos. En la fecha 1 del Campeonato de Primera División 2023, River venció 2-0 a Central Córdoba (SdE). El 15 de julio de 2023 se consagró campeón del Campeonato de Primera División 2023, tras vencer 3-1 a Estudiantes de La Plata por la fecha 25. Se trataria del primer título oficial de Demichelis como entrenador.En la Copa Libertadores 2023, River empataría 3-3 con Internacional y cayó 9-8 en los penales quedándose en octavos de final. El 1 de octubre River venció 0-2 a Boca Juniors, Martín consiguió su segunda victoria seguida frente a este rival. El 22 de diciembre logró su segundo título dirigiendo al Millonario tras vencer a Rosario Central por 2-0 en el Trofeo de Campeones 2023.
En el 2024, River venció 2-1 a Estudiantes de La Plata y se coronaba campeón de la Supercopa Argentina 2023.Un mes después, perdería su primer partido con Boca Juniors 3-2 en Córdoba, lo que también dejó a River eliminado de la Copa de la Liga Profesional 2024.La gestión seguiría, en mayo River sería eliminado de la Copa Argentina 2024 tras ser derrotado contra Temperley en los 16.os de final, igualando 1-1 en los 90 minutos, cayendo por penales 5-4.
El 27 de julio de 2024, tras la derrota de unos días atrás ante Godoy Cruz por 2-1, se dio a conocer la noticia de que Martín Demichelis era despedido, pero que dirigiría el partido siguiente ante Sarmiento, siendo este su último partido como DT de River,el cual ganaría por 1-0 con un golazo de Franco Mastantuono de tiro libre. A pesar de que su mandato no fue como lo esperado, la hinchada lo despidió con un gran cariño.

### C. F. Monterrey
El 13 de agosto de 2024 fue oficializado como nuevo entrenador del C. F. Monterrey.Apenas llegado al equipo, clasificaría a la final del Torneo apertura, dónde caería frente al América por un global de 3-2. A comienzos de 2025 mantendría resultados flojos que lo llevarían a tener bastantes diferencias con los hinchas, dirigentes y plantel del equipo. En marzo quedaría eliminado de la Concachampions frente a un flojo Vancouver Whitecaps por Regla del gol de visitante. En un principio tras la eliminación se habría comunicado su despido, sin embargo continuaría en el cargo en los siguientes encuentros.  
No obstante, los flojos resultados aumentarían las diferencias entre Martin y la dirigencia, teniendo incluso una fuerte discusión con el capitán del equipo Sergio Canales por no seguir el planteamiento táctico.  El 11 de mayo de 2025, fue despedido de su cargo tras la eliminación de los Rayados en los cuartos de final de la Liguilla frente al Toluca.

## Estadísticas

### Como jugador
| Club                        | Div           | Temporada     | Liga  | Liga  | Copa Nacional | Copa Nacional | Copa Internacional | Copa Internacional | Total | Total |
| Club                        | Div           | Temporada     | Part. | Goles | Part.         | Goles         | Part.              | Goles              | Part. | Goles |
| --------------------------- | ------------- | ------------- | ----- | ----- | ------------- | ------------- | ------------------ | ------------------ | ----- | ----- |
| River Plate Argentina       | 1.ª           | 2001/02       | 17    | 0     | -             | -             | 7                  | 1                  | 24    | 1     |
| River Plate Argentina       | 1.ª           | 2002/03       | 35    | 1     | -             | -             | 11                 | 1                  | 46    | 2     |
| River Plate Argentina       | Total club    | Total club    | 52    | 1     | -             | -             | 18                 | 2                  | 70    | 3     |
| Bayern de Múnich · Alemania |               |               |       |       |               |               |                    |                    |       |       |
| 1.ª                         | 2003/04       | 14            | 2     | 2     | 0             | 5             | 0                  | 21                 | 2     |       |
| 1.ª                         | 2004/05       | 23            | 0     | 7     | 0             | 5             | 0                  | 35                 | 0     |       |
| 1.ª                         | 2005/06       | 27            | 1     | 5     | 0             | 8             | 2                  | 40                 | 3     |       |
| 1.ª                         | 2006/07       | 26            | 3     | 3     | 0             | 6             | 0                  | 35                 | 3     |       |
| 1.ª                         | 2007/08       | 28            | 1     | 6     | 0             | 10            | 0                  | 44                 | 1     |       |
| 1.ª                         | 2008/09       | 29            | 4     | 3     | 0             | 8             | 0                  | 40                 | 4     |       |
| 1.ª                         | 2009/10       | 21            | 1     | 4     | 0             | 9             | 0                  | 34                 | 1     |       |
| 1.ª                         | 2010/11       | 6             | 1     | 2     | 0             | 2             | 0                  | 10                 | 1     |       |
| Total club                  | Total club    | 174           | 13    | 32    | 0             | 53            | 2                  | 259                | 15    |       |
| Málaga · España             |               |               |       |       |               |               |                    |                    |       |       |
| 1.ª                         | 2010/11       | 18            | 1     | 1     | 0             | -             | -                  | 19                 | 1     |       |
| 1.ª                         | 2011/12       | 35            | 3     | 4     | 1             | -             | -                  | 39                 | 4     |       |
| 1.ª                         | 2012/13       | 31            | 4     | 3     | 0             | 11            | 1                  | 45                 | 5     |       |
| Total club                  | Total club    | 84            | 8     | 8     | 1             | 11            | 1                  | 103                | 10    |       |
| Manchester City Inglaterra  |               |               |       |       |               |               |                    |                    |       |       |
| 1.ª                         | 2013/14       | 27            | 2     | 4     | 0             | 4             | 0                  | 35                 | 2     |       |
| 1.ª                         | 2014/15       | 31            | 1     | 2     | 0             | 7             | 0                  | 40                 | 1     |       |
| 1.ª                         | 2015/16       | 20            | 0     | 7     | 0             | 4             | 1                  | 31                 | 1     |       |
| Total club                  | Total club    | 78            | 3     | 13    | 0             | 15            | 1                  | 106                | 4     |       |
| Espanyol · España           |               |               |       |       |               |               |                    |                    |       |       |
| 1.ª                         | 2016/17       | 2             | 0     | 0     | 0             | -             | -                  | 2                  | 0     |       |
| Total club                  | Total club    | 2             | 0     | 0     | 0             | 0             | 0                  | 2                  | 0     |       |
| Málaga · España             |               |               |       |       |               |               |                    |                    |       |       |
| 1.ª                         | 2016/17       | 10            | 0     | 0     | 0             | -             | -                  | 10                 | 0     |       |
| Total club                  | Total club    | 10            | 0     | 0     | 0             | 0             | 0                  | 10                 | 0     |       |
| Total carrera               | Total carrera | Total carrera | 400   | 25    | 53            | 1             | 97                 | 6                  | 550   | 32    |

### Como entrenador
| Equipo                      | Div.                | Temporada           | Liga  | Liga | Liga | Liga | Liga |       | Copa | Copa | Copa | Copa  |    | Internacional | Internacional | Internacional | Internacional | Internacional |   | Otros | Otros | Otros | Otros |    | Totales     | Totales | Totales | Totales | Totales | Totales | Totales | Totales |
| Equipo                      | Div.                | Temporada           | Part. | G    | E    | P    | Pos. | Part. | G    | E    | P    | Part. | G  | E             | P             | Pos.          | Part.         | G             | E | P     | Part. | G     | E     | P  | Rendimiento | GF      | GC      | Dif.    |         |         |         |         |
| --------------------------- | ------------------- | ------------------- | ----- | ---- | ---- | ---- | ---- | ----- | ---- | ---- | ---- | ----- | -- | ------------- | ------------- | ------------- | ------------- | ------------- | - | ----- | ----- | ----- | ----- | -- | ----------- | ------- | ------- | ------- | ------- | ------- | ------- | ------- |
| Bayern Múnich II · Alemania | 3.ª                 | 2020-21             | 7     | 0    | 3    | 4    | 18.º | -     | -    | -    | -    | -     | -  | -             | -             | -             | -             | -             | - | -     | 7     | 0     | 3     | 4  | 14.29%      | 6       | 13      | -7      |         |         |         |         |
| Bayern Múnich II · Alemania | 4.ª                 | 2021-22             | 38    | 26   | 8    | 4    | 2.º  | -     | -    | -    | -    | -     | -  | -             | -             | -             | -             | -             | - | -     | 38    | 26    | 8     | 4  | 75.44%      | 113     | 50      | +63     |         |         |         |         |
| Bayern Múnich II · Alemania | 4.ª                 | 2022-23             | 20    | 8    | 5    | 7    | Inc. | -     | -    | -    | -    | -     | -  | -             | -             | -             | -             | -             | - | -     | 20    | 8     | 5     | 7  | 48.33%      | 41      | 34      | +7      |         |         |         |         |
| Bayern Múnich II · Alemania | Total               | Total               | 65    | 34   | 16   | 15   | -    | -     | -    | -    | -    | -     | -  | -             | -             | -             | -             | -             | - | -     | 65    | 34    | 16    | 15 | 60.52%      | 160     | 97      | +63     |         |         |         |         |
| River Plate Argentina       | 1.ª                 | 2023                | 27    | 19   | 4    | 4    | 1.º  | 18    | 9    | 4    | 5    | 8     | 4  | 1             | 3             | 1/8           | 2             | 2             | 0 | 0     | 55    | 34    | 9     | 12 | 67.27%      | 98      | 54      | +44     |         |         |         |         |
| River Plate Argentina       | 1.ª                 | 2024                | 8     | 4    | 1    | 3    | Inc. | 17    | 8    | 7    | 2    | 6     | 5  | 1             | 0             | Inc.          | 1             | 1             | 0 | 0     | 32    | 18    | 9     | 5  | 65.63%      | 59      | 26      | +33     |         |         |         |         |
| River Plate Argentina       | Total               | Total               | 35    | 23   | 5    | 7    | -    | 35    | 17   | 11   | 7    | 14    | 9  | 2             | 3             | -             | 3             | 3             | 0 | 0     | 87    | 52    | 18    | 17 | 66.67%      | 157     | 80      | +77     |         |         |         |         |
| Monterrey · México          | 1.ª                 | 2024-A              | 18    | 8    | 5    | 5    | 2.º  | -     | -    | -    | -    | -     | -  | -             | -             | -             | -             | -             | - | -     | 18    | 8     | 5     | 5  | 53.7%       | 34      | 22      | +12     |         |         |         |         |
| Monterrey · México          | 1.ª                 | 2025-C              | 21    | 10   | 4    | 7    | 1/4  | -     | -    | -    | -    | 4     | 2  | 2             | 0             | 1/8           | -             | -             | - | -     | 25    | 12    | 6     | 7  | 56%         | 47      | 32      | +15     |         |         |         |         |
| Monterrey · México          | Total               | Total               | 39    | 18   | 9    | 12   | -    | -     | -    | -    | -    | 4     | 2  | 2             | 0             | -             | -             | -             | - | -     | 43    | 20    | 11    | 12 | 55.04%      | 81      | 54      | +27     |         |         |         |         |
| Total en su carrera         | Total en su carrera | Total en su carrera | 139   | 75   | 30   | 34   | -    | 35    | 17   | 11   | 7    | 18    | 11 | 4             | 3             | -             | 3             | 3             | 0 | 0     | 195   | 106   | 45    | 44 | 62.05%      | 398     | 231     | +167    |         |         |         |         |
| 1. 2. 3. 4.                 |                     |                     |       |      |      |      |      |       |      |      |      |       |    |               |               |               |               |               |   |       |       |       |       |    |             |         |         |         |         |         |         |         |

#### Resumen por competencias
| Torneo                           | Estadísticas | Estadísticas | Estadísticas | Estadísticas | Estadísticas | Estadísticas | Estadísticas | Estadísticas | Estadísticas           |
| Torneo                           | PJ           | G            | E            | P            | GF           | GC           | DG           | Rendimiento  | Mejor Resultado        |
| -------------------------------- | ------------ | ------------ | ------------ | ------------ | ------------ | ------------ | ------------ | ------------ | ---------------------- |
| 3. Liga                          | 7            | 0            | 3            | 4            | 6            | 13           | -7           | 14.29%       | 18.º lugar             |
| Regionalliga                     | 58           | 34           | 13           | 11           | 154          | 84           | +70          | 66.09%       | Subcampeón             |
| Primera División de Argentina    | 35           | 23           | 5            | 7            | 63           | 28           | +35          | 70.47%       | Campeón                |
| Copa Argentina                   | 4            | 2            | 1            | 1            | 7            | 2            | +5           | 58.33%       | Dieciseisavos de final |
| Copa de la Liga Profesional      | 31           | 15           | 10           | 6            | 54           | 30           | +24          | 59.14%       | Semifinales            |
| Supercopa Argentina              | 1            | 1            | 0            | 0            | 2            | 1            | +1           | 100%         | Campeón                |
| Trofeo de Campeones de la LPF    | 2            | 2            | 0            | 0            | 5            | 2            | +3           | 100%         | Campeón                |
| Liga MX                          | 39           | 18           | 9            | 12           | 73           | 51           | +22          | 53.84%       | Subcampeón             |
| Copa Libertadores                | 14           | 9            | 2            | 3            | 26           | 17           | +9           | 69.05%       | Octavos de final       |
| Liga de Campeones de la Concacaf | 4            | 2            | 2            | 0            | 8            | 3            | +5           | 66.67%       | Octavos de final       |
| Total                            | 195          | 106          | 45           | 44           | 408          | 231          | +167         | 62.05%       | 3 Títulos              |

## Palmarés

### Como jugador

#### Campeonatos nacionales
| Título                | Club             | País       | Año    |
| --------------------- | ---------------- | ---------- | ------ |
| Primera División      | River Plate      | Argentina  | C-2002 |
| Primera División      | River Plate      | Argentina  | C-2003 |
| Copa de la Liga       | Bayern de Múnich | Alemania   | 2004   |
| 1. Bundesliga         | Bayern de Múnich | Alemania   | 2005   |
| Copa de Alemania      | Bayern de Múnich | Alemania   | 2005   |
| 1. Bundesliga         | Bayern de Múnich | Alemania   | 2006   |
| Copa de Alemania      | Bayern de Múnich | Alemania   | 2006   |
| Copa de la Liga       | Bayern de Múnich | Alemania   | 2007   |
| Copa de Alemania      | Bayern de Múnich | Alemania   | 2008   |
| 1. Bundesliga         | Bayern de Múnich | Alemania   | 2008   |
| 1. Bundesliga         | Bayern de Múnich | Alemania   | 2010   |
| Copa de Alemania      | Bayern de Múnich | Alemania   | 2010   |
| Supercopa de Alemania | Bayern de Múnich | Alemania   | 2010   |
| Copa de la Liga       | Manchester City  | Inglaterra | 2014   |
| Premier League        | Manchester City  | Inglaterra | 2014   |
| Copa de la Liga       | Manchester City  | Inglaterra | 2016   |

### Como entrenador

#### Campeonatos nacionales
| Título              | Club        | País      | Año  |
| ------------------- | ----------- | --------- | ---- |
| Primera División    | River Plate | Argentina | 2023 |
| Trofeo de Campeones | River Plate | Argentina | 2023 |
| Supercopa Argentina | River Plate | Argentina | 2023 |

## Reconocimientos
Luego de su destacada participación en el Mundial de Brasil 2014, volvió al pueblo de donde es oriundo, Justiniano Posse, donde fue recibido con una gran ovación y fue declarado Ciudadano Ilustre de su ciudad el día jueves 17 de julio del año 2014.

## Vida privada
Demichelis mantiene una relación con la bailarina, modelo y vedette argentina Evangelina Anderson desde el año 2007. Se casaron legalmente el 11 de julio de 2015 en Argentina. Con la modelo tiene tres hijos: Martín Bastián, nacido en 2009 en un hospital de Múnich, Lola nacida en 2013 en un hospital privado USP de Marbella. y su hija Emma, cuyo nombre eligió su hermana mayor, nacida el 21 de febrero de 2017. Además, el futbolista lleva tatuado en su mano derecha el nombre de su hijo, Bastián, y en su mano izquierda el nombre de su hija, Lola. Demichelis y su familia profesan la fe católica.
Demichelis también tiene un hijo fuera del matrimonio, Facundo Bono, nacido de una relación que el futbolista mantuvo con una mujer oriunda de su pueblo natal, Justiniano Posse, antes de casarse con Evangelina Anderson. Facundo, que estudió arquitectura y ahora se dedica a tatuar, guarda un gran parecido físico con su padre. Aunque Demichelis lo reconoció en 2019 y mantiene relación con él desde entonces, Facundo no lleva su apellido.
Se ha separado a principios de Agosto de 2025 de Evangelina Anderson, debido a una relación extramatrimonial de este con una azafata.